# Six Days Seven Nights
Six Days Seven Nights (Nederlands: zes dagen zeven nachten) is een Amerikaanse komisch-romantische avonturenfilm uit 1998. De film gaat over een piloot (Harrison Ford) en een journaliste (Anne Heche) die stranden op een onbewoond eiland en daar een week vastzitten. De film werd in België uitgebracht op 19 augustus 1998 en in Nederland een dag later.

## Verhaal
Robin Monroe is een journaliste die in New York voor het modeblad Dazzle werkt. Ze wordt door haar vriend Frank uitgenodigd voor een week vakantie op het eiland Makatea in de zuidelijke Grote Oceaan. Het laatste deel van de reis leggen ze af met een oude De Havilland Canada DHC-2 Beaver met de Amerikaan Quinn Harris aan de stuurknuppel. Robin voelt er niet veel voor om in het vliegtuig te stappen maar bij gebrek aan alternatieven gaan ze toch met Quinn mee. Enkele uren na aankomst op hun vakantiebestemming vraagt Frank Robin ten huwelijk.
Dan krijgt Robin telefoon van haar baas die haar vraagt om één dag een mode-evenement in goede banen te leiden. Omdat hiervoor niemand anders beschikbaar is zegt ze ja. Ze huurt Quinn in om haar naar Tahiti te vliegen. Onderweg komen ze onverwacht in een storm terecht waarop Quinn rechtsomkeert maakt. Het vliegtuig wordt getroffen door de bliksem en Quinn maakt een noodlanding op het strand van een eiland.
Daarbij breekt een van de wielen van het toestel af.
Vervolgens richten ze een kamp in bij het vliegtuig. Robin laat daarbij duidelijk haar afkeer van Quinn blijken. Zo vraagt ze bijvoorbeeld de 700 dollar die ze voor de vlucht betaalde terug. Quinn van zijn kant maakt haar duidelijk dat een snelle redding onwaarschijnlijk is. Ze waren afgeweken van hun koers en de radio en de transponder zijn stuk door de blikseminslag. Daarbovenop schiet Robin hun enige vuurpijl af in een palmboom als ze er de aandacht van een lijnvliegtuig mee wil trekken.
Intussen ontdekken Frank en Quinn's vriendin Angelica dat Robin en Quinn verdwenen zijn. Er wordt een zoektocht per helikopter op touw gezet maar dat levert niets op. De emotionele Angelica vraagt Frank om 's nachts bij haar te blijven. Die ziet dat eerst niet zitten maar uiteindelijk belanden de twee in bed.
Quinn denkt ondertussen te weten op welk eiland ze zich bevinden. Op dat eiland staat op een bergtop een radiobaken. Hij wil dit uitschakelen zodat ze gered kunnen worden door de mensen die het terug zouden komen aanzetten. Na een dagtocht staan ze op de bergtop, maar daar is geen baken te zien. Als ze het panorama met hun kaart vergelijken zien ze dat ze op een ander eiland zitten. Dan merkt Robin in de verte een boot op. Ze haasten zich weer naar beneden en gaan met een reddingsbootje uit het vliegtuig de zee op om naar het andere eiland toe te roeien.
Als ze weer een dag later in de buurt komen zien ze een oude boot en een jacht. In de verrekijker ziet Quinn hoe een zeerover een man op het jacht doodschiet en in het water gooit. Snel roeien ze naar de kust. De piraten hebben hen intussen opgemerkt en zetten de achtervolging in met een motorboot. Robin en Quinn vluchten het oerwoud in en schudden de piraten zo af. In die jungle ontdekken ze in een boom een neergestort Japans gevechtsvliegtuig uit de Tweede Wereldoorlog. In de tussentijd zijn ze ook door de samen doorstane gevaren nader tot elkaar gekomen en lijkt het er zelfs op dat ze op elkaar verliefd zijn.
Het door hen gevonden toestel is voorzien van drijvers en dat brengt Quinn op een idee. Hij breekt de drijvers af en over een rivier vervoeren ze die naar Quinn's vliegtuig. Daar graven ze greppels van het vliegtuig naar de zee en bevestigen de drijvers onder het toestel om er zodoende een watervliegtuig van te maken. Net als het klaar is worden ze gevonden door de piraten die hen vanaf de zee beginnen te beschieten met een kanon. Daarbij raakt Quinn gewond, maar hij slaagt er nog wel in het vliegtuig te laten opstijgen.
Eenmaal in de lucht vertelt hij Robin hoe ze moet vliegen en landen voor het geval hij bewusteloos zou raken. Dat gebeurt natuurlijk en Robin maakt een harde landing voor de kust van Makatea. Daar is net hun herdenkingsplechtigheid aan de gang. Frank en Angelica stormen het water in om Robin en Quinn uit het vliegtuig te halen. Robin zoekt later Quinn op in het ziekenhuis en vraagt hoe het verder moet met hun relatie. Die houdt de boot af omdat hun levens niet bij elkaar zouden passen. Robin besluit daarop naar huis te vertrekken.
Robin verbreekt vlak voor ze in het vliegtuig stappen haar verloving met Frank. Intussen verandert Quinn van gedachten en vliegt naar de luchthaven in de hoop Robin nog te zien voor ze vertrokken is. Die heeft het vliegtuig vlak voor het opstijgen verlaten. De film eindigt op het tarmac waar Robin en Quinn een relatie beginnen.

## Rolverdeling
| Acteur              | Personage                   | Opmerkingen             |
| ------------------- | --------------------------- | ----------------------- |
| Harrison Ford       | Quinn Harris                |                         |
| Anne Heche          | Robin Monroe                |                         |
| David Schwimmer     | Frank Martin                |                         |
| Jacqueline Obradors | Angelica                    |                         |
| Temuera Morrison    | Jager                       |                         |
| Allison Janney      | Marjorie                    | Robin Monroe's baas     |
| Douglas Weston      | Philippe Sinclair           | hotelmanager            |
| Cliff Curtis        | Kip                         |                         |
| Danny Trejo         | Pierce                      |                         |
| Ben Bode            | Tom Marlowe                 | helikopterpiloot        |
| Derek Basco         | Ricky                       | helikopterbemanningslid |
| Amy Sedaris         | Robin Monroe's secretaresse |                         |
| Long Nguyen         | piraat                      |                         |
| Jake Feagai         | piraat                      |                         |
| John Koyama         | piraat                      |                         |